# Munkkivuori (série télévisée)
Pour l’article homonyme, voir  Munkkivuori.
Munkkivuori est une série télévisée dramatique finlandaise de 2022 écrite et réalisée par Jani Volanen.
Elle est sortie sur le service de streaming Viaplay (fi) le 16 octobre 2022. La série en dix épisodes se déroule à 
Munkkivuori, une section du quartier de Munkkiniemi (Helsinki) en Finlande au début des années 1980 et raconte les événements d'un été terrifiant à travers les yeux d'enfants,.

## Intrigue
La série se déroule à Munkkivuori au début des années 1980, où Mirko Määttä (Viljami Loponen) emménage avec ses parents Anne et Markku dans l'appartement de sa grand-mère malade. Les Määtäs décident de s'installer après la mort de grand-mère, et Mirko apprend rapidement à connaître les autres enfants de son quartier voisin. Ce que l'on croyait être des vacances d'été ordinaires prend une tournure surprenante lorsque le voisin Kristian disparaît sans laisser de trace.

## Distribution
- Viljami Loponen (fi) :  Mirko
- Vilho Rönkkönen (fi) :  Pete
- Sunja Hyde (fi) :  Heidi
- Hugo Komaro (fi) :  Kaius
- Kuura Rossi (fi) :  Sampsa
- Lumo Levy (fi) :  Urkki
- Victor Stejskal (fi) :  Viltsu
- Matias Lindfors (fi) :  Tapio
- Ilmari Kujansuu (fi) :  Mikael
- Oiva Ollila (fi) :  Joni
- Stella Leppikorpi (fi) :  Taina
- Jimi Ylätalo (fi) :  Jimi
- Laura Birn :  Anne
- Joonas Saartamo (fi) :  Markku
- Miro Lopperi (fi) :  Olavi